# Australian Army Aviation
Australian Army Aviation (česky Australské armádní letectvo) je letecká složka armády Austrálie. V současné době se skládá pouze z vrtulníkových jednotek.

## Přehled letecké techniky
Tabulka obsahuje přehled letecké techniky australského vojskového letectva v roce 2025
| Název                     | Původ     | Určení                                | Verze                             | Ve službě | Poznámky |
| Vrtulníky                 | Vrtulníky | Vrtulníky                             | Vrtulníky                         | Vrtulníky | Vrtulníky |
| ------------------------- | --------- | ------------------------------------- | --------------------------------- | --------- | --- |
| Boeing CH-47 Chinook      | USA       | těžký transportní vrtulník            | CH-47F Chinook                    | 14        | |
| Eurocopter Tiger          | EU        | bitevní vrtulník                      | Tiger ARH                         | 22        | |
| Hughes AH-64 Apache       | USA       | bitevní vrtulník                      | AH-64E Apache Guardian            | 0         | Objednávka na 29 kusů.                                                                                                |
| Sikorsky UH-60 Black Hawk | USA       | střední transportní/užitkový vrtulník | Sikorsky S-70 / UH-60M Black Hawk | 10        | Objednáno dalších 30 kusů.                                                                                            |
| Cvičná letadla            |           |                                       |                                   |           | |
| Eurocopter EC 135         | EU        | cvičný vrtulník                       | H135T2+                           | 15        | Provozovány společně s Fleet Air Arm v rámci výcvikového systému Army/Navy Helicopter Aircrew Training System (HATS). |